# Liste des chapitres de Ken-ichi (1re partie)
Cet article est un complément de l’article sur le manga Ken-ichi. Il contient la liste des volumes de la première saison du manga parus en presse, avec les chapitres qu’ils contiennent. Il est suivi de Liste des chapitres de Ken-ichi (2e partie).
La version française est éditée par Kurokawa en plusieurs saisons : la première contenant 29 volumes est sortie entre mars 2008 et février 2013. La seconde est publiée depuis septembre 2013. Certaines couvertures de l'édition française (tomes 1 à 6, 9 et 11) ne sont pas les mêmes que celles de l'édition japonaise.

## Volumes reliés

### Saison 1:Le disciple ultime
| no | Japonais          | Japonais          | Français          | Français          |
| no | Date de sortie    | ISBN              | Date de sortie    | ISBN              |
| --- | ----------------- | ----------------- | ----------------- | ----------------- |
| 1 | 9 août 2002       | 978-4-09-126571-5 | 13 mars 2008      | 978-2-351-42254-0 |
| Couverture : Ken-ichiListe des chapitres : - Battle 1 - La lycéenne qui ressemble à un assassin (殺し屋気取りの女子高生, Korosha Kidori no Joshikōsei) - Battle 2 - Un grand incident ! (まずい事になった！, Masui Koto ni Natta!) - Battle 3 - L'instant de défense ! (まずは防御！, Masu wa Bōgyo!) - Battle 4 - La signification cachée (隠された意味, Kakusareta Imi) - Battle 5 - De la défense à l'assaut ! (防御から攻撃へ！, Bōgyo Kara Kōgeki e!) - Battle 6 - En route vers cet endroit ! (ある場所へ行け！, Aru Bajo e Ike!) - Battle 7 - Ryôzanpaku (梁山泊, Ryōzanpaku) |                   |                   |                   |                   |
| 2 | 8 octobre 2002    | 978-4-09-126572-2 | 13 mars 2008      | 978-2-351-42255-7 |
| Couverture : Ken-ichi, MiuListe des chapitres : - Battle 8 - Il est devenu le disciple ! (弟子になる！, Deshi ni Naru!) - Battle 9 - Il n'y a pas de temps à perdre ! (間に合わないんだ！, Maniawanainda!) - Battle 10 - Le visage que je ne voulais pas voir ! (見せたくない顔！, Misetakunai Kao!) - Battle 11 - Sakaki-sensei ! (逆鬼先生！, Sakaki Sensei!) - Battle 12 - Le premier coup ! (最初の一撃！, Saisho no Ichigeki!) - Battle 13 - Légèreté (軽い！, Karui!) - Battle 14 - L'enfer du combat ! (ケンカ地獄！！, Kenka Jigoku!!) - Battle 15 - Le prix d'Honoka (ほのかの偵察, Honoka no Teisatsu) - Battle 16 - Le rêve (屋根の上の夢, Yane no Ue no Yume) - Battle 17 - Attrapés dans le voisinage ! (町内一周中にバッタリ！！, Chōnai Isshū Naka ni Battari)                                                                |                   |                   |                   |                   |
| 3 | 18 janvier 2003   | 978-4-09-126573-9 | 15 mai 2008       | 978-2-351-42256-4 |
| Couverture : Ken-ichi, Kensei, Apachai, Akisame, Shigure, Shio, HayatoListe des chapitres : - Battle 18 - Vas-tu seulement partir ? (帰っちゃうの！？, Kaecchau no!?) - Battle 19 - Petit (小さな芽, Chiisana) - Battle 20 - Le génie des armes (武器の申し子, Buki no Mōshigo) - Battle 21 - Je me tiens correctement (訂正します。, Teiseishimasu.) - Battle 22 - Les muscles de couleur rose (ピンク色の筋肉, Pinku iro no Kinniku) - Battle 23 - L'entraînement d'Apachai ! (アパチャイの修行！, Apachai no Shugyō!) - Battle 24 - Détour immédiat ! (そこで、よけるよ！, Sokode, Yokeru yo!) - Battle 25 - L'inquiétude de Sakaki (逆鬼の心配, Gyaku no shinpai) - Battle 26 - Le plan de Takeda (武田の策, Takada no Saku) |                   |                   |                   |                   |
| 4 | 18 mars 2003      | 978-4-09-126574-6 | 3 juillet 2008    | 978-2-351-42319-6 |
| Couverture : ShigureListe des chapitres : - Battle 27 - Sur le ring ! (リングの中で！, Ringu no Uchi de!) - Battle 28 - Le passé de Takeda (武田の過去, Takada no Kako) - Battle 29 - Consolation ! (上へ!!, Ue e!!) - Battle 30 - La piste de course et les familles (競馬場とファミレス！, Keibajō to Fyamirisu!) - Battle 31 - Le visage de l'homme masqué (マスクマンの運命, Masukuman no Unmei) - Battle 32 - Un nouvel adversaire (新たな敵, Aratana Kateki) - Battle 33 - Liberté (自由？, Jū?) - Battle 34 - Une nouvelle manière de tuer (ケンカ殺法！, Kenka Sappou!) - Battle 35 - Un allié apparaît ! (助っ人登場！, Suketto Tōjō!) |                   |                   |                   |                   |
| 5 | 18 juin 2003      | 978-4-09-126575-3 | 11 septembre 2008 | 978-2-351-42328-8 |
| Couverture : Ken-ichiListe des chapitres : - Battle 36 - Des plans louches (恐ろしい計画！？, Osoroshii Keikaku!?) - Battle 37 - Les projets pour le disciple (内弟子化計画, Uchideshika Keikaku) - Battle 38 - Printemps très hot ! (温泉…！？, Onsen...!?) - Battle 39 - La curiosité d'Honoka (おせっかいなほのか, Osekkaina Honoka) - Battle 40 - Recherche (見つかったモノ, Mitsukatta Mono) - Battle 41 - Dégringolade dans le classement (ランキング急降下, Rankingu kyūkōka) - Battle 42 - Viser l'angle mort (手が出ない！！, Te ga Denai!!) - Battle 43 - Dojo Hunting - Battle 44 - Le meilleur disciple (一番弟子, Ichiban Deshi) |                   |                   |                   |                   |
| 6 | 8 août 2003       | 978-4-09-126576-0 | 27 novembre 2008  | 978-2-351-42329-5 |
| Couverture : MiuListe des chapitres : - Battle 45 - Vers l'île Horinji ! (風林寺島へ！, Horinji-shima e!) - Battle 46 - Évasion ! (脱出！, Dasshutsu!) - Battle 47 - Connaissance (知り合い？, Shiriai?) - Battle 48 - Les huit poings (八拳豪, Hachi kengō) - Battle 49 - Mophead conclusion ! (モジャモジャ決着！, Moja Moja Ketchaku!) - Battle 50 - L'entraînement des capacités ! (技の修行！, Gi no Shugyō!) - Battle 51 - Sur écoute ! (ぎゃくたん！, Gyakutan!) - Battle 52 - La capacités de Kisara ! (キサラの技！, Kisara no Gi!) - Battle 53 - La nouvelle union neutre ! (新白連合！！, Shin paku rengō!!) |                   |                   |                   |                   |
| 7 | 18 novembre 2003  | 978-4-09-126577-7 | 15 janvier 2009   | 978-2-351-42388-2 |
| Couverture : Ken-ichi, Honoka, ApachaiListe des chapitres : - Battle 54 - L'ascension d'Haruo (新島台頭！？, Nījima taitō!?) - Battle 55 - Le foyer des yôkai (妖怪屋敷, Yōkai Yashiki) - Battle 56 - Juliette ! (ジュリエット！！, Jurietto!!) - Battle 57 - Une lumière du mélancolie (哀しい光, Kanashii Hikari) - Battle 58 - Trouvé ! (ばれた！？, Bareta!?) - Battle 59 - Ne pas passer ici ! (通さない！！, Toasanai!!) - Battle 60 - Pierrot (ピエロ！？, Piero!?) - Battle 61 - La vraie apparence de l'ermite ! (ハーミットの正体！！, Hāmitto no Shōtai!!) - Battle 62 - Le poing de la force (剛の拳, Gou no kobushi) |                   |                   |                   |                   |
| 8 | 18 février 2004   | 978-4-09-126578-4 | 12 mars 2009      | 978-2-351-42389-9 |
| Couverture : Ken-ichi, Kensei, RenkaListe des chapitres : - Battle 63 - Le début de l'entraînement en montagne ! (山修行…開始！！, Yama shugyō… kaishi!!) - Battle 64 - La différence est tactique (違いは兵法!?, Chigai wa Heihō!?) - Battle 65 - Le talent du travail acharné (努力する才能, Doryoku suru Sainō) - Battle 66 - Le motif de maître Ba (馬師父の理由, Ba Shifu no Riyuu) - Battle 67 - La conspiration de China Town (チャイナタウンの陰謀, Chaina Taun no Inbō) - Battle 68 - Parent de sang (血族, Ketsuzoku) - Battle 69 - Merci (ありがとう, Arigatō) - Battle 70 - La nouvelle union blanche en formation (新白連合…結成！！, Shinpuku Rengō...Kessei!!) - Battle 71 - Une bataille de déception ! (ダマシ合戦！, Damashi Kassen!)                                                                                      |                   |                   |                   |                   |
| 9 | 18 mars 2004      | 978-4-09-126579-1 | 14 mai 2009       | 978-2-351-42390-5 |
| Couverture : Ken-ichiListe des chapitres : - Battle 72 - Niijima vs. le zombie (新島VS.ゾンビ, Niijima vs. Zombi) - Battle 73 - Parce que ce n'est pas un bon ami (悪友だから…！！, Akuyū Dakara...!!) - Battle 74 - Night of Living Dead (ナイト・オブ・リビングデッド, Naito Obu Ribingu Deddo) - Battle 75 - Tout avaler ! (のんじまえ！！, Nonjimae!!) - Battle 76 - Le zéro attaqué (無拍子の一撃！, Mubyōshi no ichigeki!) - Battle 77 - Combat féroce à domicile - 1 (激闘・家庭訪問！！ 前編, Gekitō - Kateihōmon!! Zenpen) - Battle 78 - Combat féroce à domicile - 2 (激闘・家庭訪問！！ 後編, Gekitō - Kateihōmon!! Kōhen) - Battle 79 - Jusqu'à s'user (すり減るまで, Suriheru Made!) - Battle 80 - Le visage est agréable (その顔、いいじょ, Sono Kao, Ii Jo!!)                                                                 |                   |                   |                   |                   |
| 10 | 18 mai 2004       | 978-4-09-126580-7 | 2 juillet 2009    | 978-2-351-42392-9 |
| Couverture : Ken-ichi, HermitListe des chapitres : - Battle 81 - Grand-frère (お兄ちゃん, Onii-chan) - Battle 82 - Clash ! (激突！！！, Gekitotsu!!!) - Battle 83 - Le pari d'Akisame ! (秋雨の賭！, Akisame no Kake!) - Battle 84 - La croix d'Hermit (ハーミットの十字架, Hāmitto no Jōjika) - Battle 85 - Le poing signifie... (拳は語る…！！, Kobushi wa Kataru...!!) - Battle 86 - Kensei (拳聖, Kensei) - Battle 87 - Prennez-le ! (やっちまえ！！, Yacchimae!!) - Battle 88 - La bataille sanglante d'épuisement (ボロボロの血戦！！, Boro Boro Kessen!!) - Battle 89 - Le chemin d'Hermit (隠者の道, Inja no Chi) |                   |                   |                   |                   |
| 11 | 16 juin 2004      | 978-4-09-127151-8 | 10 septembre 2009 | 978-2-351-42393-6 |
| Couverture : MiuListe des chapitres : - Battle 90 - Le novice perdu (迷える入門者, Mayoeru Nyūmon) - Battle 91 - L'homme venu de Ryôzanpaku (“梁山泊”の男！？, "Ryōzampaku" no otoko!?) - Battle 92 - Croyons en nos maîtres ! (師匠を信じましょう！！, Shishō o Shinjimashō!!) - Battle 93 - Mon dernier mouvement est... (ボクの必殺技…！？, Boku no Hissatsuwaza...!?) - Battle 94 - Miu bouleversé (美羽ちゃん、おかんむり！？, Miu-chan, Okanmuri!?) - Battle 95 - Bataille féroce ! Le triangle amoureux ! (激闘・三角関係！！, Gekitō ・ Sankaku Kankei!!) - Battle 96 - Poolside Spirit - Battle 97 - Combat d'habilités ! (うまく戦う…！？, Umaku Tatakau...!?) - Battle 98 - La terreur du ring des sumo (ちゃんこの恐怖, Chanko no kyōfu)                                                                                         |                   |                   |                   |                   |
| 12 | 18 octobre 2004   | 978-4-09-127152-5 | 12 novembre 2009  | 978-2-351-42394-3 |
| Couverture : Ken-ichi, Miu, KisaraListe des chapitres : - Battle 99 - La fierté du ring ! (心の土俵！！, Kokoro no dohyō! !) - Battle 100 - Maître vs. disciple ! (師匠VS.弟子！！！, Shishō vs. Deshi!!!) - Battle 101 - À bientôt dans l'allée (路地裏の再会, Rodjiura no saikai) - Battle 102 - Deux pour un (二人と一匹, Futari to itsupiki) - Battle 103 - Tag moi dedans ! (ワタシの番！！, Watashi no ban) - Battle 104 - Éclat de souris (ネズミ花火！？, Nezumi hanabi!?) - Battle 105 - Propriétaire de soi-même ! (己の主となれ！！, Onore no omo to nare! !) - Battle 106 - Le vieux conte des aînés (長老の今昔物語, Chōrō no ima mukashi mono gatari) - Battle 107 - La cerise du géant généreux (サクランボの巨人, Sakuranbo no Kyojin)                                                                                       |                   |                   |                   |                   |
| 13 | 17 décembre 2004  | 978-4-09-127153-2 | 14 janvier 2010   | 978-2-351-42462-9 |
| Couverture : Ken-ichi, MiuListe des chapitres : - Battle 108 - Bataille acharnée en grande mer ! (洋上の大激戦！！, Yōjō no dai gekisen!!) - Battle 109 - Technique secrète (秘技…！？, Higi…!?) - Battle 110 - Nom de code : H (コードネーム"H"！！, Kōdo Nēmu "Eichi"!!) - Battle 111 - Une visite d'un père ! (父、来たる！！, Chichi, kitaru!!) - Battle 112 - Le coup d'un père ! (親父のコブシ！！, Oyaji no kobushi!!) - Battle 113 - Les jours de paix (穏やかな日々, Odayakana hibi) - Battle 114 - Lieu de rencontre (約束の地, Yakusoku no ji) - Battle 115 - La vraie puissance dévoilée (威を振るう龍, Iwofurū ryū) - Battle 116 - Sphère du vide (制空圏, Seikūken) |                   |                   |                   |                   |
| 14 | 18 février 2005   | 978-4-09-127154-9 | 11 mars 2010      | 978-2-351-42463-6 |
| Couverture : Ken-ichi, MiuListe des chapitres : - Battle 117 - Elder en action ! (長老、立つ！！, Chōrō, tatsu!!) - Battle 118 - Grève de la faim (お腹ペコペコ, Onaka pekopeko) - Battle 119 - Les deux poisons de survie ! (毒2サバイバル！！, Doku ni sabaibaru!!) - Battle 120 - Infestation (出没注意！！, Shutsubotsu chūi!!) - Battle 121 - Le limiteur (リミッター, Rimittā) - Battle 122 - Accidents évités de justesse ! (ニアミス！, Niamisu!) - Battle 123 - Une fête... le paradis et la terre (パーティー…天と地と。, Pātī… ten to chito.) - Battle 124 - La chasse du Shinpaku commence (新白狩り, Shinpaku kari) - Battle 125 - Enfuie-toi, Niijima ! (新島、走る！！, Nījima, hashiru!!) |                   |                   |                   |                   |
| 15 | 18 avril 2005     | 978-4-09-127155-6 | 12 mai 2010       | 978-2-351-42464-3 |
| Couverture : MiuListe des chapitres : - Battle 126 - Requiem (鎮魂歌, Chinkonka) - Battle 127 - Ses idéaux ! (アイツの信念！！, Aitsu no shin'nen!!) - Battle 128 - Danse, Kisara ! (キサラ…舞う！！, Kisara… mau!!) - Battle 129 - La volonté de Niijima ! (新島の決意！！, Nījima no ketsui!!) - Battle 130 - Révolution (革命, Kakumei) - Battle 131 - Poste de combat ! (戦闘配置！！, Sentō haichi!!) - Battle 132 - Le lieu où se déroulent les batailles ! (急転直下！！, Kyūtenchokka!!) - Battle 133 - Excitation et entêtement (スリルと執念, Suriru to shūnen) - Battle 134 - Démon (妖怪退治, Yōkai) |                   |                   |                   |                   |
| 16 | 16 juin 2005      | 978-4-09-127156-3 | 1er juillet 2010  | 978-2-351-42465-0 |
| Couverture : Ken-ichi, Shigure, TochûmaruListe des chapitres : - Battle 135 - Bataille des glaces ! (大将戦…！！) - Battle 136 - Celui qui trompe... (偽善者…, Gizen-sha…) - Battle 137 - La lance invisible (見透す槍, Mitōsu yari) - Battle 138 - Rencontre (出会い…, Deai…) - Battle 139 - La bonne esquive de Ken-ichi ! (閃きの兼一！！, Hirameki no Ken'ichi!!) - Battle 140 - Le rythme de Ryôzanpaku (リズム梁山泊, Rizumu Ryōzanpaku) - Battle 141 - Ce jour-là... (あの日…, Ano niitsu…) - Battle 142 - C'est l'heure (時間切れ, Jikangire) - Battle 143 - Résultat de la promesse (約束の果て, Yakusoku no hate) |                   |                   |                   |                   |
| 17 | 8 août 2005       | 978-4-09-127157-0 | 9 septembre 2010  | 978-2-351-42466-7 |
| Couverture : Ken-ichi, MiuListe des chapitres : - Battle 144 - Ses propres forces (自分の強さ, Jibun no tsuyo-sa) - Battle 145 - Affaires (ビジネス, Bijinesu) - Battle 146 - Assassin de la beauté (麗しの暗殺者, Uruwashi no asashin) - Battle 147 - Master Train (達人トレイン！！, Tatsujin torein) - Battle 148 - La bataille des deux tours ! (ツインタワーの攻防, Tsuin tawā no kōbō) - Battle 149 - Un disciple intéressant (面白い弟子, Omoshiroi deshi) - Battle 150 - Nous ferons de notre mieux ! (それでよし！, Sorede yoshi!) - Battle 151 - Une douce légende (優しき伝説, Yasashiki densetsu) - Battle 152 - Les raisons de Shigure (しぐれの事情, Shigure no jijō) |                   |                   |                   |                   |
| 18 | 18 novembre 2005  | 978-4-09-127158-7 | 10 novembre 2010  | 978-2-351-42467-4 |
| Couverture : Shigure petiteListe des chapitres : - Battle 153 - Le couteau trancheur de gens (人斬り包丁, Hitokiri hōchō) - Battle 154 - Il est maladroit (不器用なり…, Bukiyō nari…) - Battle 155 - Comme un père (父として…, Chichi to shite…) - Battle 156 - Ton nom est... (君の名は…, Kimi no naha…) - Battle 157 - Les fleurs des ténèbres (闇の中の花, Yami no naka no hana) - Battle 158 - Rencontre à nouveau ! (再見…！！, Saiken...!!) - Battle 159 - Combat de présence (戦いの気配, Tatakai no kehai) - Battle 160 - La puissance de l'assassin ! (刺客の実力！！, Shikaku no jitsuryoku!!) - Battle 161 - L'arrivée du disciple ! (弟子…来たる！！, Deshi… kitaru!!) |                   |                   |                   |                   |
| 19 | 18 janvier 2006   | 978-4-09-120048-8 | 13 janvier 2011   | 978-2-351-42590-9 |
| Couverture : Hayato, Akisame, Shigure, Kensei, Shio, Apachai, Ken-ichiListe des chapitres : - Battle 162 - L'attaque fantôme ! (変化攻撃！！, Henka kōgeki!!) - Battle 163 - Pose de combat (闘いのスタンス, Tatakai no sutansu) - Battle 164 - Le jardins des fleurs larmoyantes (花園の涙, Hanazono no namida) - Battle 165 - La maître-missile ! (達人ミサイル！！！, Tatsujin misairu!!!) - Battle 166 - Un maître et un père (師父…そして父, Shifu… soshite chichi) - Battle 167 - Les neuf poings de l'ombre (一影九挙, Ichikage Kyū kyo) - Battle 168 - Les jeunes inquiétants ! (悩め若者！！, Nayame wakamono!!) - Battle 169 - Dans les ténèbres ! (暗闇に踏み出せ！！, Kurayami ni fumidase!!) - Battle 170 - Un jour spécial (特別な日, Tokubetsuna hi)                                                                          |                   |                   |                   |                   |
| 20 | 18 avril 2005     | 978-4-09-120348-9 | 10 mars 2011      | 978-2-351-42591-6 |
| Couverture : Ken-ichiListe des chapitres : - Battle 171 - Ailes trouvées (翼を見つけた, Tsubasa o mitsuketa) - Battle 172 - Ne pars pas ! (行かないで！！, Ikanaide!!) - Battle 173 - Le dieu de la destruction de la vie sous un pont (ガード下の破壊神, Gādo-ka no hakai-shin) - Battle 174 - Le gong du combat (戦いのゴング, Tatakai no gongu) - Battle 175 - Les soldats des ténèbres (闇のソルジャー, Yami no sorujā) - Battle 176 - Mission parfaite (パーフェクトミッション, Pāfekuto Misshon) - Battle 177 - Le piège du maître (達人トラップ, Tatsujin torappu) - Battle 178 - Le champ de bataille est Ryôzanpaku ! (戦場は梁山泊！, Senjō wa ryōzanpaku!) - Battle 179 - Une analyse impossible ! (分析不可能！！, Bunseki fukanō!!)                                                                                             |                   |                   |                   |                   |
| 21 | 18 juillet 2006   | 978-4-09-120437-0 | 12 mai 2011       | 978-2-351-42592-3 |
| Couverture : MiuListe des chapitres : - Battle 180 - Guerre totale (全面戦争, Zenmen sensō) - Battle 181 - La ligne au-dessus de la neige (雪上の誘惑, Setsujō no yūwaku) - Battle 182 - Le combat désespéré dans la neige (デスペレイト ファイト オン スノー, Desupereito Faito on Sunō) - Battle 183 - Le roi du champ enneigé (雪原の王, Setsugen no ō) - Battle 184 - Déclaration dans le blizzard (吹雪の宣言！！, Fubuki no sengen!!) - Battle 185 - Déterminé à combattre à mort (死闘の覚悟, Shitō no kakugo) - Battle 186 - La nuit de la révolution (革命前夜, Kakumei zen'ya) - Battle 187 - La volonté du roi (王者の意地, Ōja no iji) - Battle 188 - Un disciple tragique (悲劇の弟子, Higeki no deshi) |                   |                   |                   |                   |
| 22 | 4 octobre 2006    | 978-4-09-120625-1 | 18 août 2011      | 978-2-351-42652-4 |
| Couverture : Ken-ichi, Shigure, Akisame, Shio, Apachai, Kensei, Hayato, MiuListe des chapitres : - Battle 189 - Qui est le numéro un ? (誰が一番…！？, Dare ga ichiban…!?) - Battle 190 - Une preuve de puissance (強さの証明, Tsuyo-sa no shōmei) - Battle 191 - Les enfants du maître (達人チルドレン, Tatsujin chirudoren) - Battle 192 - Tout le monde est là (みんながいる。, Min'na ga iru.) - Battle 193 - Les choses dont je suis capable (ボクにできること, Boku ni dekiru koto) - Battle 194 - Couteaux, épées et poings (銃とナイフと僕の拳, Jū to naifu to boku no ken) - Battle 195 - Diamants et mottes d'argile (ダイヤと土塊, Daiya to tsuchikure) - Battle 196 - Lettre d'invitation (招待状, Jōtaijō) - Battle 197 - Ce que signifie une aventure (冒険の正体, Bōken no shōtai)                                            |                   |                   |                   |                   |
| 23 | 16 décembre 2006  | 978-4-09-120699-2 | 13 octobre 2011   | 978-2-351-42661-6 |
| Couverture : Ken-ichi, JenniferListe des chapitres : - Battle 198 - (一線を越えろ！！, Issen o koero!!) - Battle 199 - Paradis (楽園, Rakuen) - Battle 200 - L'alliance Shinpaku prend le contrôle (新白連合…制圧！？, Shinpaku rengō… seiatsu!?) - Battle 201 - Une nuit de détermination (決意の夜, Ketsui no yoru) - Battle 202 - Une bataille interminable (緒戦, Shosen) - Battle 203 - La rage de vaincre (敗北の意地, Haiboku no iji) - Battle 204 - Saute, Takeda ! (武田、跳ねる！！, Takeda, haneru!!) - Battle 205 - Combattre jusqu'à la mort ! (死んでも負けるな！, Shindemo makeruna!) - Battle 206 - Un papillon violent (鋭き蝶, Surudoki chō) - Battle 207 - La fille éclair (ラストニング・レディー, Rasutoningu Redī) |                   |                   |                   |                   |
| 24 | 16 mai 2007       | 978-4-09-121022-7 | 8 décembre 2011   | 978-2-351-42662-3 |
| Couverture : MiuListe des chapitres : - Battle 208 - Le contrôle du courage (勇気のコントロール, Yūki no kontorōru) - Battle 209 - Je suis un super adolescent ! (超人青年じゃ！！, Chōjin seinen ja!!) - Battle 210 - Les trois grands arts martiaux chinois ! (中国三大武術！！, Chūgoku san dai bujutsu!!) - Battle 211 - Une autre bataille à mort (もう一つの死闘, Mōhitotsu no shitō) - Battle 212 - La vraie signification du 2 vs. 3 (2対3の真実, Ni tai San no Shinjitsu) - Battle 213 - Le pouvoir de l'amitié (友という力, Tomo to iu chikara) - Battle 214 - Sublime Taichi (壮絶・太極拳！！, Sōzetsu taikyokuken!!) - Battle 215 - Tête de bêlier (流水頭撃, Ryūsui atama -) - Battle 216 - Le mouvement secret de la haine (怨念の秘技, On'nen no higi) - Battle 217 - Après la lutte (あがき抜いた先に, Agaki nuita saki ni) |                   |                   |                   |                   |
| 25 | 18 juillet 2007   | 978-4-09-121076-0 | 9 février 2012    | 978-2-351-42710-1 |
| Couverture : Ken-ichi, ShioListe des chapitres : - Battle 218 - Dans le but de devenir plus fort... (強くなるための…, Tsuyoku naru tame no…) - Battle 219 - Le messager de Yami (闇よりの使者, Yami yori no shisha) - Battle 220 - Lune violette (ヴァイオレットムーン, Bioretto Mūn) - Battle 221 - The man of misfortune - Battle 222 - Ailes déchues (堕ちる羽, Ochiru hane) - Battle 223 - Un combat pendant le moment crucial ! (瀬戸際勝負！, Setogiwa shōbu!) - Battle 224 - À chacun ses attaques (それぞれの一撃, Sorezore no ichigeki) - Battle 225 - Show Time (ショータイム, Shō Taimu) - Battle 226 - Enchantement (魅せられて…, Miserarete…) - Battle 227 - D'amers souvenirs (苦～い思い出, Kūi omoide) |                   |                   |                   |                   |
| 26 | 18 septembre 2007 | 978-4-09-121186-6 | 10 mai 2012       | 978-2-351-42696-8 |
| Couverture : HermitListe des chapitres : - Battle 228 - Un nouvel arrangement (新たなる契り, Aratanaru chigiri) - Battle 229 - Les arts martiaux appropriés (適した武術, Tekishita bujutsu) - Battle 230 - Le mystère de l'enfer ! (謎…地獄！！！, Nazo… jigoku!!!) - Battle 231 - Bataille autodidacte (我流×2＝！, Waryū x Ni =!) - Battle 232 - Réveil de l'au-delà (極限の悟り) - Battle 233 - Entraînement suprême (超伝授, Chō denju) - Battle 234 - Le résultat de l'assaut (組手の果てに…, Kude no hate ni…) - Battle 235 - Nos liens (俺たちの絆, Oretachi no kizuna) - Battle 236 - Plus d'amitié ! (友情のダイビング！, Yūjō no daibingu!) - Battle 237 - Échec du plan (作戦失敗！？, Sakusen shippai!?) |                   |                   |                   |                   |
| 27 | 15 décembre 2007  | 978-4-09-121225-2 | 23 août 2012      | 978-2-351-42697-5 |
| Couverture : HibikiListe des chapitres : - Battle 238 - Le canon de Nirvana (涅槃の追走曲, Nehan no tsuisōkyoku) - Battle 239 - Siegfried l'invincible ! (無敵のジークフリート！, Muteki no Jīkufurīto!) - Battle 240 - La volonté de Kisara ! (キサラの意地！, Kisara no iji!) - Battle 241 - Yomi, Yong Doo Asamiya (YOMI・朝宮龍斗, YOMI Asamiya tatsuto) - Battle 242 - Le Kuremisago (暗鶚衆, Kura misago shū) - Battle 243 - La source des mouvements (動きの源, Ugoki no minamoto) - Battle 244 - Lueur d'espoir (希望の光, Kibō no hikari) - Battle 245 - Le vainqueur du combat ! (ケンカの勝者！, Kenka no shōsha!) - Battle 246 - Le début d'une tragédie (惨劇の幕開け, Sangeki no makuake) - Battle 247 - Les poings de la furie (怒る鋼挙！, Okoru hagane kyo!)                                                                |                   |                   |                   |                   |
| 28 | 18 mars 2008      | 978-4-09-121297-9 | 15 novembre 2012  | 978-2-351-42698-2 |
| Couverture : Miu, KisaraListe des chapitres : - Battle 248 - Le grand raid ! (大襲撃！, Dai shūgeki!) - Battle 249 - La personne à qui j'ai fait une promesse (約束してくれた人, Yakusoku shite kureta hito) - Battle 250 - L'enseignement direct (まっすぐな教え, Massuguna oshie) - Battle 251 - La contre-attaque de Fortuna (フォルトナの逆襲, Forutona no gyakushū) - Battle 252 - Danse avec les surhommes ! (超人、戦場に舞う！, Chōjin, senjō ni mau!) - Battle 253 - Fortuna, la classe de maître (達人級・フォルトナ, Tatsujin-kyū Forutona) - Battle 254 - Le concert de l'amitié (友情の協奏曲, Yūjō no kyōsōkyoku) - Battle 255 - L'alliance Shinpaku se réunie ! (新白連合総力戦！, Shinpaku rengō sōryoku-sen!) - Battle 256 - Force combinée (重なりあう力, Kasanari au chikara) - Battle 257 - Le réveil (覚醒, Kakusei)    |                   |                   |                   |                   |
| 29 | 16 mai 2008       | 978-4-09-121389-1 | 14 février 2013   | 978-2-351-42860-3 |
| Couverture : Ken-ichi, KanôListe des chapitres : - Battle 258 - La sphère d'eau céleste (流水制空圏, Ryūsui seikūken) - Battle 259 - Les arts martiaux sans sentiments (非情なる武術, Hijōnaru bujutsu) - Battle 260 - Le sujet (実験台, Jikken-dai) - Battle 261 - Les secrets de la sphère d'eau céleste (流水制空圏の極意, Ryūsui seikūken no gokui) - Battle 262 - Disciple de deux maîtres (2人の弟子, Ni-ri no deshi) - Battle 263 - Le résultat du combat mortel... (決着。そして…, ketchaku. Soshite…) - Battle 264 - Envol vers la liberté (自由への飛翔) - Battle 265 - Le retour des gagnants (勝者たちの帰還, Shōsha-tachi no kikan) - Battle 266 - Kajima Satomi (鍛冶摩 里巳, Kajima Satomi) - Battle 267 - Nouveau semestre, nouveaux ennemis (波瀾の新学期, Haran no shin gakki)                                             |                   |                   |                   |                   |

### Shogakukan
1. 1 2  Tome 1
2. 1 2  Tome 2
3. 1 2  Tome 3
4. 1 2  Tome 4
5. 1 2  Tome 5
6. 1 2  Tome 6
7. 1 2  Tome 7
8. 1 2  Tome 8
9. 1 2  Tome 9
10. 1 2  Tome 10
11. 1 2  Tome 11
12. 1 2  Tome 12
13. 1 2  Tome 13
14. 1 2  Tome 14
15. 1 2  Tome 15
16. 1 2  Tome 16
17. 1 2  Tome 17
18. 1 2  Tome 18
19. 1 2  Tome 19
20. 1 2  Tome 20
21. 1 2  Tome 21
22. 1 2  Tome 22
23. 1 2  Tome 23
24. 1 2  Tome 24
25. 1 2  Tome 25
26. 1 2  Tome 26
27. 1 2  Tome 27
28. 1 2  Tome 28
29. 1 2  Tome 29

### Kurokawa
1. 1 2  Tome 1
2. 1 2  Tome 2
3. 1 2  Tome 3
4. 1 2  Tome 4
5. 1 2  Tome 5
6. 1 2  Tome 6
7. 1 2  Tome 7
8. 1 2  Tome 8
9. 1 2  Tome 9
10. 1 2  Tome 10
11. 1 2  Tome 11
12. 1 2  Tome 12
13. 1 2  Tome 13
14. 1 2  Tome 14
15. 1 2  Tome 15
16. 1 2  Tome 16
17. 1 2  Tome 17
18. 1 2  Tome 18
19. 1 2  Tome 19
20. 1 2  Tome 20
21. 1 2  Tome 21
22. 1 2  Tome 22
23. 1 2  Tome 23
24. 1 2  Tome 24
25. 1 2  Tome 25
26. 1 2  Tome 26
27. 1 2  Tome 27
28. 1 2  Tome 28
29. 1 2  Tome 29